# Cecil Crawford O’Gorman
Cecil Crawford O’Gorman (* April 1873 in Foxcote House, Ilmington, Warwickshire, Vereinigtes Königreich Großbritannien und Irland; † 23. November 1943 in San Ángel, Mexiko-Stadt, Mexiko) war ein aus einer irischen Familie stammender britischer Bergbauingenieur und Chemiker, der in Mexiko als Maler bekannt wurde.

## Biografie
Cecil O’Gorman war der sechste Sohn von Edmond A. O’Gorman, einem Neffen von Charles O’Gorman, der im August 1823 erster britischer Konsul in Mexiko wurde. 1895 ging Cecil O’Gorman im Auftrag einer britischen Bergbaufirma nach Mexiko. Er heiratete 1904 seine Cousine Encarnación O’Gorman. Aus der Ehe gingen vier Kinder hervor, darunter der Architekt Juan O’Gorman und der Historiker Edmundo O’Gorman. In Mexiko arbeitete er im Bergbau bei Pachuca und Guanajuato, fing aber mit Ausbruch der dortigen Revolution in Mexiko-Stadt das Malen an. Er malte Porträts bekannter Mexikaner, Landschaften und Murales und stellte auch immer wieder aus. Nach seinem Tode wurde ihm eine Einzelausstellung im Palacio de Bellas Artes gewidmet.